# 176103 Waynejohnson
176103 Waynejohnson este un asteroid din centura principală de asteroizi.

## Descriere
176103 Waynejohnson este un asteroid din centura principală de asteroizi. A fost descoperit pe 30 ianuarie 2001 la Junk Bond Observatory de David Healy (astronom). Asteroidul prezintă o orbită caracterizată de o semiaxă mare de 2,30 ua, o excentricitate de 0,17 și o înclinație de 1,9° în raport cu ecliptica.